# Trichoscelia remipes
Trichoscelia remipes is een insect uit de familie van de Mantispidae, die tot de orde netvleugeligen (Neuroptera) behoort. 
Trichoscelia remipes is voor het eerst wetenschappelijk beschreven door Gerstäcker in 1888.